# Греппен
Греппен (нім. Greppen) — громада  в Швейцарії в кантоні Люцерн, виборчий округ Люцерн-Ланд.

## Географія
Громада розташована на відстані близько 80 км на схід від Берна, 10 км на схід від Люцерна.
Греппен має площу 3,3 км², з яких на 13,2% дозволяється будівництво (житлове та будівництво доріг), 47,9% використовуються в сільськогосподарських цілях, 38,3% зайнято лісами, 0,6% не є продуктивними (річки, льодовики або гори).

## Демографія
2019 року в громаді мешкало 1165 осіб (+20,2% порівняно з 2010 роком), іноземців було 19,6%. Густота населення становила 351 осіб/км².
За віковим діапазоном населення розподілялося таким чином: 22,8% — особи молодші 20 років, 64,1% — особи у віці 20—64 років, 13% — особи у віці 65 років та старші. Було 475 помешкань (у середньому 2,4 особи в помешканні).
Із загальної кількості 139 працюючих 28 було зайнятих в первинному секторі, 23 — в обробній промисловості, 88 — в галузі послуг.